# Béatrice Dalle

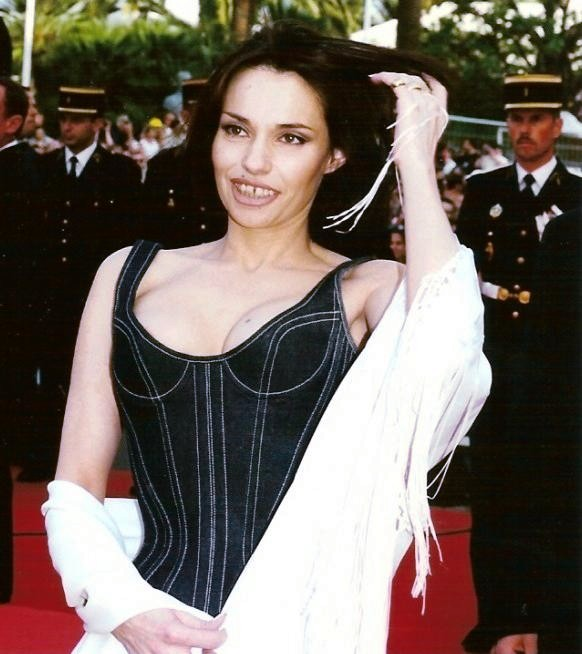
Béatrice Dalle, 1999

Béatrice Dalle (* 19. Dezember 1964 als Béatrice Cabarrou in Brest, Département Finistère) ist eine französische Schauspielerin.
Im Alter von 15 Jahren zog sie nach Paris und lebte dort in der Punkszene. 1985 veröffentlichte ein Fotograf ein Bild von ihr in einer Zeitschrift. Daraufhin wurde sie von dem Regisseur Jean-Jacques Beineix entdeckt und als Hauptdarstellerin seines Filmes Betty Blue – 37,2 Grad am Morgen engagiert. 
Obwohl sie über Nacht Berühmtheit erlangte, führte sie ihr Bohème-Leben weiter und nahm in den folgenden Jahren in unregelmäßigen Abständen Filmangebote an, ohne an den anfänglichen Erfolg anknüpfen zu können.
Den Nachnamen nahm sie von ihrem ersten Ehemann, Jean-François Dalle, an. Später unterhielt sie mit dem französischen Rapper Joeystarr, der wie sie auf der Straße gelebt hatte und drogenabhängig war, eine Liebesbeziehung. Am 3. Januar 2005 heiratete sie den zehn Jahre jüngeren Guénaël Meziani, der im Ploemeur-Gefängnis in Brest wegen Vergewaltigung und Freiheitsberaubung inhaftiert war. 2013 ließ sie sich von ihm scheiden, da er sie wiederholt verprügelt hatte. Im Jahr 2013 gestand Dalle in einem Interview, selbst Männer geschlagen zu haben: „Ich habe so ziemlich alle meine Verlobten verprügelt. Wenn mir etwas nicht gefiel, schlug ich ihnen gleich ins Gesicht.“ Später hatte sie eine lange Beziehung mit dem 32 Jahre jüngeren rechtsextremen Aktivisten Paul Bichet-Galaup.
Im Jahr 1992 wurde sie wegen Schmuckdiebstahls in Paris verurteilt. 1996 zahlte sie wegen Drogenkonsums eine Geldstrafe in Höhe von 20.000 Francs. 1999 wurde sie in Miami wegen des Besitzes von Kokain verhaftet.
Am 2. Juli 2018 bejubelte Dalle auf Instagram die Flucht von Rédoine Faïd aus der Strafanstalt Réau, wo er wegen Mordes an der Polizistin Aurélie Fouquet eine Haftstrafe von 25 Jahren verbüßte: „Bravo, Rédoine Faïd, ganz Frankreich ist bei dir, zumindest ich bin mir sicher … ich werde stundenlang Mia tanzen [bezogen auf den Rap-Song Je danse la mia], um dich zu feiern.“ Nach öffentlicher Kritik, auch von Seiten der Mutter der Ermordeten, entschuldigte sich Dalle: „Ich bin keine Politikerin, ich bin Schauspielerin.“
Im Januar 2019 erklärte sie gegenüber der Journalistin Léa Salamé im Fernsehsender France 2, die Gelbwestenbewegung zu unterstützen, folgendermaßen: „Ich bin bei minus 1700 Euro auf meinem Konto, ich habe keine Wohnung, kein Auto und wohne bei einem Kumpel. Ich mache nur unabhängige Filme, nur subventioniertes Theater. Ich habe nie einen Cent.“

## Filmografie (Auswahl)
- 1986: Betty Blue – 37,2 Grad am Morgen (37°2 le matin)
- 1988: Sabba, die Hexe (La visione del Sabba)
- 1991: Night on Earth
- 1992: Die schönste Geschichte der Welt (La belle Histoire)
- 1994: Ich kann nicht schlafen (J’ai pas sommeil)
- 1994: Alice und Elsa – Zwischen Liebe und Haß (À la folie)
- 1996: Lola im Technoland (Clubbed to Death (Lola))
- 1996: Désiré
- 1997: The Blackout
- 1997: In den Armen der Bestie (Al límite)
- 2001: Trouble Every Day
- 2001: Flucht durch den Dschungel (Les oreilles sur le dos)
- 2002: 17 fois Cécile Cassard
- 2003: Wolfzeit (Le temps du loup)
- 2004: Clean
- 2004: L’intrus
- 2007: Crime Insiders (Truands)
- 2007: Inside (À l’intérieur)
- 2007: New Wave
- 2008: Das Büro Gottes (Les bureaux de Dieu)
- 2009: Domaine
- 2011: Livid – Das Blut der Ballerinas (Livide)
- 2011: Unser Paradies (Notre paradis)
- 2011: Jimmy Rivière
- 2012: Bye Bye Blondie
- 2012: Le renard jaune
- 2012: Punk
- 2013: Meine Schwestern
- 2013: Begegnungen nach Mitternacht (Les rencontres après minuit)
- 2014: Among the Living (Aux yeux des vivants)
- 2014: The ABCs of Death 2 (X is for Xylophone)
- 2017: Chacun sa vie
- 2018: The Happy Prince
- 2018: Call My Agent! (Dix pour cent) (Fernsehserie, eine Folge)
- 2019: Lux Æterna
- 2019: Adoration
- 2023: Das Tier im Dschungel (La Bête dans la jungle)
- 2023: Le bonheur est pour demain
- 2024: Maldoror